# Энтолома седая
Энтолома седая (лат. Entoloma incanum) — вид грибов семейства энтоломовые (Entolomataceae).
Синонимы:
- Agaricus euchlorus Lasch 1838
- Agaricus incanus Fr. 1821
- Agaricus murinus Sowerby 1798
- Agaricus sowerbyi Berk. 1836
- Leptonia euchlora (Lasch) P. Kumm. 1871
- Leptonia incana (Fr.) Gillet 1876
- Leptonia incana var. citrina D.A. Reid 1972
- Rhodophyllus incanus (Fr.) E. Horak 1980

## Биологическое описание
- Шляпка 1—4 см в диаметре, в молодом возрасте полушаровидной, затем выпуклой и плоской формы, нередко с углублением в центре, гигрофанная, окрашена в оливково-зелёные или оливково-коричневые, реже жёлто-зелёные, лимонно-жёлтые или красно-коричневые тона, по краю более светлая, чем в центре, иногда покрытая мелкими чешуйками в центральной части.
- Мякоть светло-зелёного цвета, при автооксидации становится сине-зелёной, со слабым или сильным «мышиным» или сырным запахом. Вкус пресный или неприятный.
- Гименофор пластинчатый, пластинки довольно редкие или частые, в начале развития зеленоватые, затем светло-розовые.
- Ножка 2—8 см длиной и 0,1—0,4 см толщиной, жёлто-зелёного цвета, иногда с синеватым оттенком, в нижней части иногда с возрастом коричневеет, гладкая. Кольцо отсутствует.
- Споровый порошок розового цвета. Споры 9—14×7—10 мкм, угловатые. Базидии двух- или четырёхспоровые, 28—60×9—16 мкм. Хейлоцистиды отсутствуют.
- Энтолома седая считается ядовитым грибом.

## Ареал и экология
Встречается обычно небольшими группами, на довольно сухих, нередко песчаных почвах, на обочинах, лесных опушках, лугах нечасто. Широко распространена в Европе, Азии, Америке.